# شونن إيس
شونن إيس الشهرية (باليابانية: 月刊少年エース، بالروماجي: غيكّان شونن إيسُ) هي مجلة مانغا شونن شهرية في اليابان تقوم بنشرها كادوكاوا شوتين، بدأت في 1994. على عكس مجلات الشونن الأسبوعية الكبيرة ذات ملايين الانتشارات، إيس موجهة نحو جمهور سائد أقل، ولديها تشديد استثنائي في موافقة الأنمي. هناك قدر لا بأس به من الإيتشي وارد في المجلة، مع القليل من السلسلات المتجهة نحو الأكشن.

## رسامو مانغا وسلسلات مميزة فيشونن إيس
- سيكيهيكو إنوي
  - راتمان
- موناكو سيراساي
  - كايتو تينشي توين إنجل
- كيه سانبه
  - كاميادوري
- سانكيتشي ميغرو
  - تيزوكوريه دي دريم
- نيشيواكي داتو
  - فيت/ستي نايت
- كلامب
  - إنجليك لاير
- ماسارو غوتسبو
  - ساموراي تشامبلو
- يوجي إيواهارا
  - تشيكيو ميساكي
  - كوديلكا
- يويتشي هاسيغاوا
  - البدلة المتنقلة كروسبون غاندام (قصة يوشيوكي تومينو)
  - البدلة المتنقلة فيكتوري غاندام أوتسايد ستوري
- كايشاكو
  - كانّازوكي نو ميكو
  - الملاك الفولاذي كورومي (في البداية مميزة في إيس نيكست الشهرية؛ الملغاة الآن)
- ماريو كانيدا
  - غيرلز برافو
  - سيفنغ لايف
- كاتسو أكي
  - إسكافلون السماء (نسخة الشونن؛ نسخة الشوجو سُلسلت في أسكا فانتاسي دي إكس)
- جينسيه كاتاأوكا وكازما كوندو
  - أوريكا سفن
  - ديدمان وندرلاند
- ماسامي كورومادا
  - B't X
- توموهيرو مارُكاوا
  - عالم ناروِه
- هارُهيكو ميكيموتو
  - ماكروس 7: تراش
  - ماكروس: الأول
- سو مينازوكي
  - سورا نو أوتوشيمونو (مستمرة)
- ماساتو ناتسوموتو
  - سجل معركة جزيرة لودوس (قصة ريو ميزونو)
- كينجي أويوا
  - مرحباً في N.H.K. (تأليف تاتسهيكو تاكيموتو)
- كاموي فوجيوارا
  - كيربيروس بانزر كوب (قصة مامورو أوشيي، نُشرت سابقاً في كومبات كومك وأميزينغ كومكس)
- يوشيوكي ساداموتو
  - نيون جينيسيس إيفانجيليون (نقلت إلى يونغ إيس في 2009)
- تاتسويا شينغيوجي
  - كينغ أوف فايترز 94'
- كوميكو سويكاني
  - بلد+
- يوكيرو سُغيساكي
  - برين باورد (قصة يوشيوكي تومينو)
- شو تاجيما
  - المحقق متعدد الشخصيات سايكو (قصة إيجي أوتسكا، مستمرة، نقلت إلى يونغ إيس في 2009)
- كتسونه تنُّوجي
  - إيدينز بوي (مستمرة، سُحبت من كومبتك في 1994)
- ياسُناري تودا
  - البدلة المتنقلة غاندام سيد أستراي آر (قصة توموهيرو تشيبا، تأليف يوشيوكي تومينو وهاجيمي ياتاتي)
  - سكرايد
- مينه يوشيزاكي
  - كيرو (مستمرة)
- يوشيكي تاكايا
  - كيوشوكو سوكوه غايفر (مستمرة، أُكملت هنا بعد إلغاء شونن كابتن الشهرية)
- سوسكي كايسي
  - غرينيدير
- سيجورو ميز
  - موشي-أوتا
- كاغامي يوشيميزو
  - لاكي ستار
- كوميتشي يوشيزوكي
  - ماهوتسوكاي ني تايستسو نا كوتو (قصة نوريه يامادا)
- هاجيمي سيغاوا
  - غا-ريه
- طوكيو ESP (مستمرة)
- ساكاي إسونو
  - يوميات المستقبل
  - الأمر الكبير
- ريوسكي هاماموتو
  - بوتشي إيفا (العمل الأصلي لغايناكس وكارا م.)
- كييتشي أراوي
  - نيتشيجوه (مستمرة)
- رانمارو كوتونه
  - الفتاة التي قفزت عبر الزمن (نسخة المانغا)
- أداتشي إيمارو
  - حلقت فجلبت فتاة مدرسة ثانوية إلى المنزل.

## وصلات خارجية
- شونن إيس على ويب كادوكاوا
- شونن إيس على موقع ANN company (الإنجليزية)